# Paridris nigriclava
Paridris nigriclava är en stekelart som först beskrevs av Jean-Jacques Kieffer 1910.  Paridris nigriclava ingår i släktet Paridris och familjen Scelionidae. Inga underarter finns listade i Catalogue of Life.